# Tipula (Lunatipula) teunisseni
Tipula (Lunatipula) teunisseni is een tweevleugelige uit de familie langpootmuggen (Tipulidae). De soort komt voor in het Palearctisch gebied.